# Palmaiola
Palmaiola ist eine im Tyrrhenischen Meer gelegene, kleine Insel des Toskanischen Archipels und Teil des Nationalparks Toskanischer Archipel.
Die Insel liegt östlich der nordöstlichen Spitze von Elba und südöstlich von Piombino. Administrativ gehört sie zur auf Elba gelegenen Gemeinde Rio. Das Eiland ist ungefähr 0,08 km² groß und seine höchste Erhebung 85 m hoch.
Auf der Insel befinden sich ein 1884 erbauter Leuchtturm der Marina Militare und ein Hubschrauberlandeplatz.
Palmaiola ist ein bedeutender Nistplatz für Meeresvögel wie die seltene Korallenmöwe und wurde deswegen von der Region Toskana zusammen mit der benachbarten Insel Cerboli als FFH-Gebiet Isole di Cerboli e Palmaiola unter Schutz gestellt.

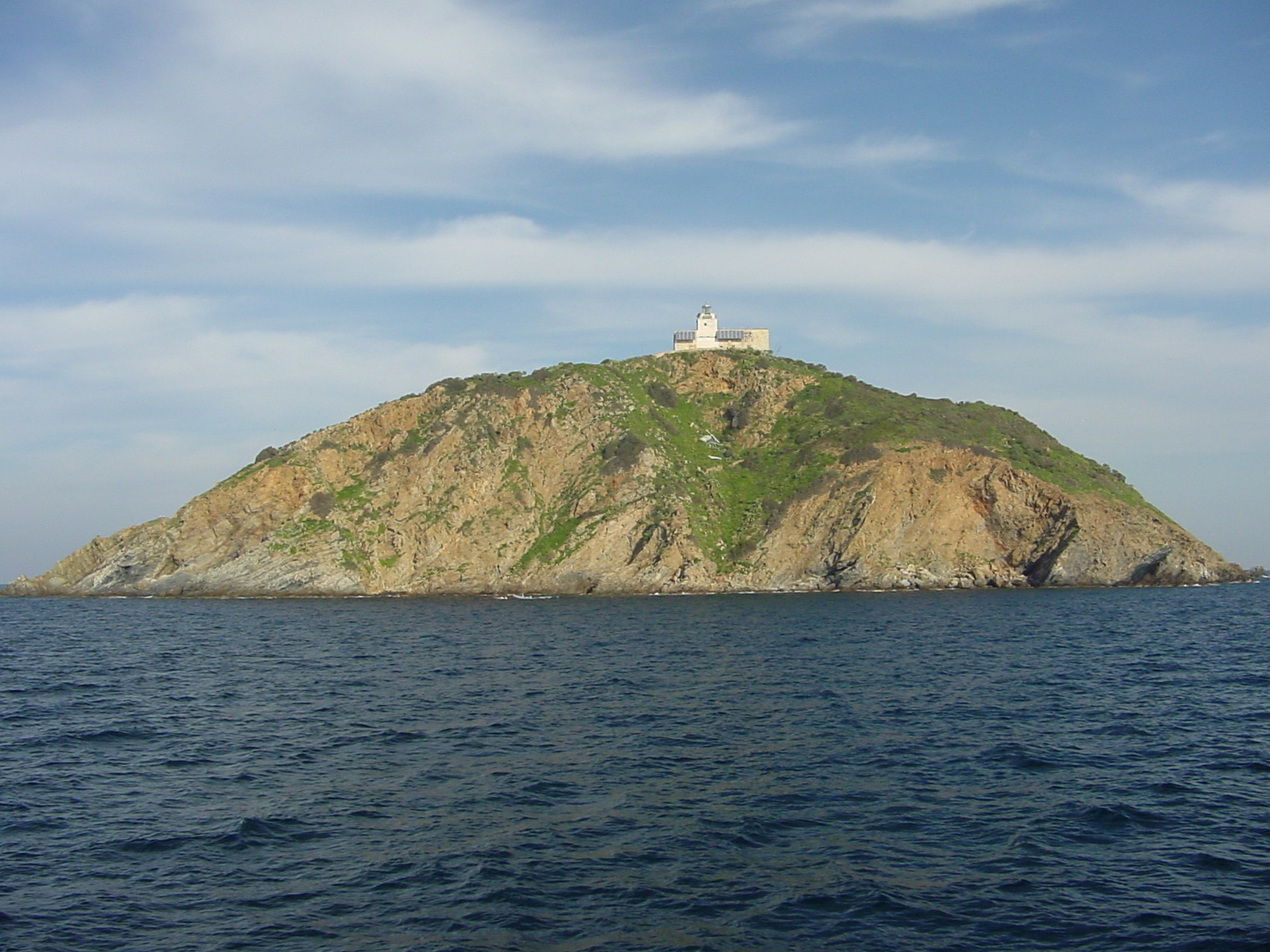
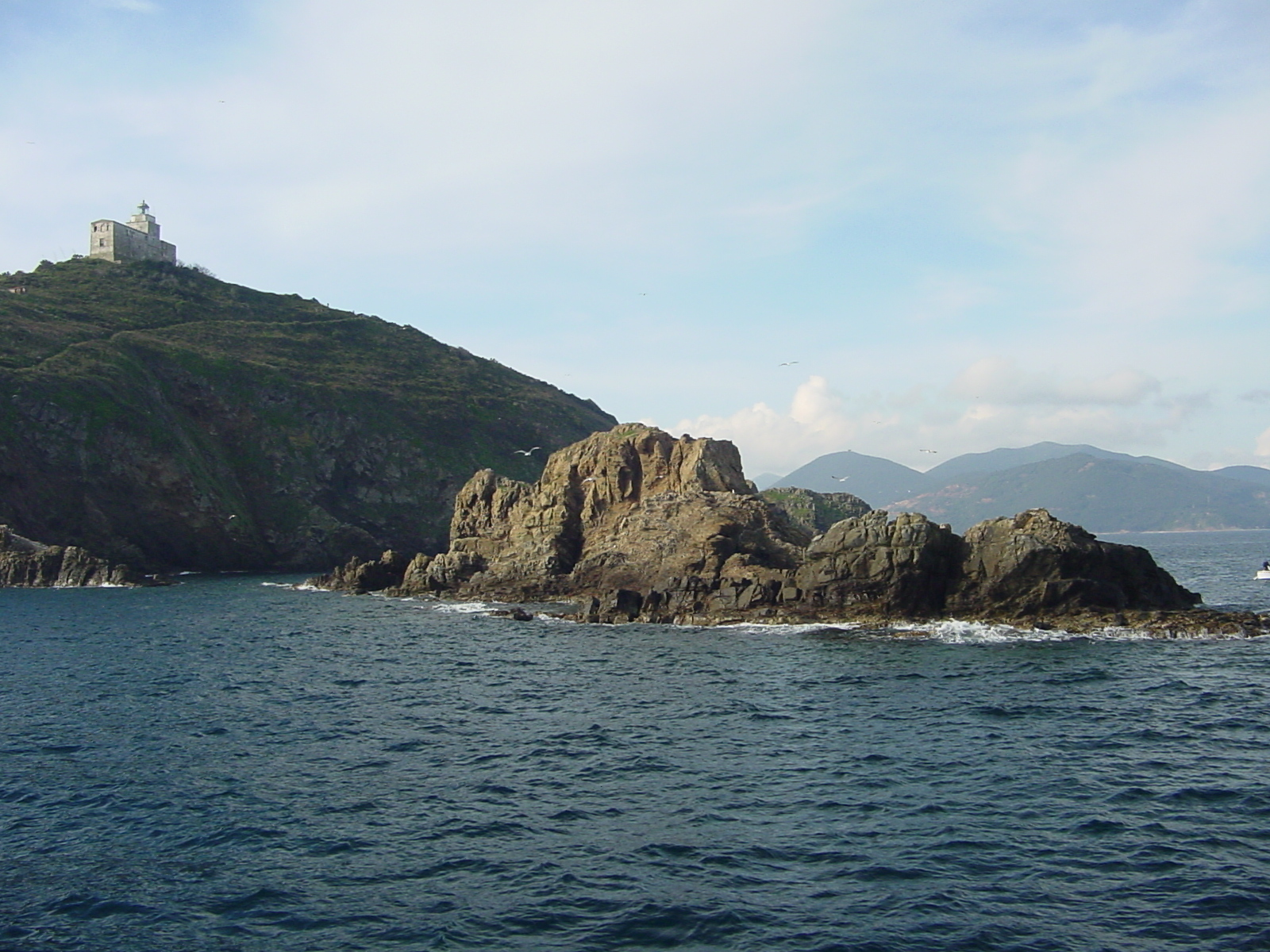